# Eduardo Gonçalves Ribeiro
Eduardo Gonçalves Ribeiro (São Luís, 18 de setembro de 1862 – Manaus, 14 de outubro de 1900) foi um político brasileiro. Foi governador do estado do Amazonas entre 2 de novembro de 1890 a 5 de maio de 1891, e de 27 de fevereiro de 1892 a 23 de julho de 1896, sendo o primeiro negro a governar o Amazonas.
Em seu governo foi responsável por agilizar e terminar a construção do Teatro Amazonas e muitas das outras obras de urbanização da cidade de Manaus, entre elas o Reservatório do Mocó, a Ponte Benjamin Constant e o Palácio da Justiça, dando-lhe alcunha para a capital do Amazonas de Paris dos Trópicos.
Em honra a sua memória, a Avenida Eduardo Ribeiro, no Centro Histórico de Manaus, foi batizada com seu nome. A inscrição na fachada direita e o palco do Teatro Amazonas em seu nome, sua residência em Manaus foi transformada num museu.

## Origens e carreira política
Eduardo Gonçalves Ribeiro nasceu São Luís, capital do estado do Maranhão, em 18 de setembro de 1862. Recebeu a alcunha de Pensador, em decorrência de sua ativa participação nos movimentos republicanos e por ter editado o jornal maranhense O Pensador.
Em 1887 chegou a Manaus, onde serviu como tenente do Exército. Já na República, em 1890, foi convidado por Augusto Ximeno de Villeroy, que em 4 de janeiro tomou posse como governador do Amazonas, para compor a alta administração do estado como chefe de seu gabinete. Em 2 de novembro, quando Villeroy deixou o cargo e se transferiu para o Rio de Janeiro, substituiu-o no governo.
Governou o Amazonas e suas principais realizações foram o início das obras do Teatro Amazonas, a construção do Reservatório do Mocó, da Ponte de Ferro da Rua 7 de Setembro, do Palácio de Justiça e inúmeras outras obras, transformando Manaus na conhecida Paris dos Trópicos. 
Morreu em Manaus, em circunstâncias ainda não bem esclarecidas, a 14 de outubro de 1900, quando foi encontrado sentado no chão, de pijama, enforcado com uma corda de pendurar rede, em sua chácara. No local encontravam-se apenas seus seguranças, pois Eduardo Ribeiro era deputado e presidente da assembleia na ocasião. O caso foi encerrado como suicídio, mas especula-se que Ribeiro possa ter sido envenenado.
O Capitão Ximeno de Villeroy foi o primeiro governador republicano designado pelo governo provisório da República para o Amazonas, e que aportou com história pessoal intimamente vinculada ao alto comando militar-positivista. Chegou a Manaus em 4 de janeiro de 1890 e, logo em seguida, convidou o 1º Tenente Eduardo Gonçalves Ribeiro para integrar a alta administração do Estado, diretamente em seu gabinete, o que foi confirmado no dia 7 de janeiro de 1890. Tratava-se de figura já conhecida dos grupos de movimentos republicanos por grande dedicação à causa, inclusive ao tempo do jornal O Pensador, editado no Maranhão. Nova demonstração de reconhecimento à solidariedade emprestada por Eduardo Ribeiro à causa dos positivistas foi a sua nomeação para o cargo de professor da Escola Superior de Guerra, em 2 de junho de 1890.
Saiu do governo do Amazonas a 3 de novembro de 1890 deixando a administração pública nas mãos de Eduardo Gonçalves Ribeiro, preferindo manter-se no Rio de Janeiro.
Eduardo Gonçalves Ribeiro, que chegara a Manaus em 1887, ao receber os encargos da administração do Estado, não decepcionou o espírito positivista, procurando obter apoio da base popular para manter-se no governo, que assumiu pela primeira vez em 2 de novembro de 1890 sendo afastado do cargo a 4 de abril de 1891, retornando no dia 12 seguinte, pela vontade popular em manifesto firmado por 363 pessoas. Ele permaneceu até 5 de maio de 1891 quando transferiu o cargo ao Barão de Juruá, Guilherme José Moreira, 1º Vice-Governador.
Seus serviços foram imediatamente reconhecidos pelo comando militar e revolucionário, sendo promovido a Capitão de 1º classe a 7 de junho de 1891, o que provocou sua transferência para o Rio de Janeiro logo no dia 27, onde deveria assumir o cargo de professor da Escola Superior de Guerra.
Retornou ao cargo de Governador do Estado quando da renúncia do Coronel Gregório Thaumaturgo de Azevedo, sendo, inclusive, o candidato do partido Democrata para a chefia do Poder Executivo estadual, em 1892.
Foi em seu período de governo que a legislação básica do novo Estado do Amazonas, fiel aos princípios republicanos e positivistas, foi constituída. Assim, compulsando a Constituição estadual de 1891 verifica-se ampla repercussão das ideias positivistas no texto legal, ali lançadas por iniciativa pessoal de Eduardo Ribeiro que a outorgou e a fez aprovar depois no Congresso Estadual Constituinte. Se é indiscutível que o lema adotado na bandeira nacional, - Ordem e Progresso -, a inclusão de datas nacionais na Constituição Federal, o regime Presidencialista, indicam clara influência positivista na implantação da República no Brasil, também não pode caber dúvida de que a inclusão do barrete frígio nas Armas ou escudo do Estado do Amazonas, estabelece um elo inconteste entre as lideranças locais e os positivistas, especialmente a figura de Benjamin Constant porque este era o símbolo por ele usado em suas contas particulares, embora de origem francesa com fundamento no movimento de 1789.
No Decreto de nº 86, de 13 de março de 1891 com o qual convocou o primeiro Congresso do Estado do Amazonas, Eduardo Gonçalves Ribeiro decretou também a primeira constituição, considerando "os princípios liberais e democráticos" adotados pela Constituição da República, sob o fundamento de que era necessário o estabelecimento de bases que permitissem a atuação dos constituintes estaduais "com segurança e patriotismo, inspirando-se nos mais sólidos princípios de democracia moderna..."
Na ocasião foi instituída a eleição indireta, regra consagrada na carta federal, assim como o congresso constituinte não específico. No artigo 6º da Constituição outorgada está o fundamento da organização do Estado, tal como ainda é configurado nos tempos atuais: democrático, republicano, constitucional, representativo com os poderes independentes e harmônicos. No art. 14, o uso da expressão "cidadão" para designar brasileiros natos ou naturalizados, termo que passa a ser comum em todo o texto. No art. 32, a fórmula adequada para ser expressa a sanção às leis: "O Congresso do Estado do Amazonas, em nome do povo e eu promulguei a seguinte lei..."
Outras indicações que demonstram sintonia com os princípios positivistas podem ser referidas, como no art. 34 - "O poder executivo será exercido por um cidadão com o título de - governador -..."; no art. 39, quando apresenta o juramento oficial a ser proferido pelo eleito, no ato da posse, e impunha lealdade ao Estado e à República e "esforçar-me tanto quanto possível pelo desenvolvimento moral e material do Estado..." e, igualmente, quando criou a justiça especial para militares.
No art. 97 a Constituição define os cemitérios, como "de caráter secular" (97, XI) com administração de órgão público, concretização de outra bandeira dos positivistas contra a Igreja, especialmente a igreja católica; a instituição da educação cívica e primária gratuita (97, XVII). E não parava nestes aspectos. No art. 101, na Declaração de Direitos, assegurava "Ser livre o exercício de todos os cultos que não ofendem a ordem pública e aos bons costumes; o Estado não adaptado nem subvencionando religião alguma", princípio reafirmado no parágrafo 4º ao cuidar dos cemitérios seculares. No art.14, rechaça a possibilidade de privilégios individuais fundados no nascimento, nobreza, fidalguia ou condecorações. No art. 16 assegura o ensino leigo nos estabelecimentos públicos.
O Decreto é subscrito também por Antônio Clemente Ribeiro Bittencourt, no 3º ano da República, e ambos eram filiados à maçonaria, e membros altamente prestigiados, o que pode sugerir, ao mesmo tempo, influência originária também do espírito dominante na confraria secreta.
Há ainda outros fatos da época que podem ser referidos como sinais claros da influência positivista: a modificação da correspondência oficial com a exclusão da expressão tão comum e permanente ao tempo do Império - Deus guarde V. Exa. - assim como a extinção dos tratamentos imperiais, permitindo a inclusão de termos que se caracterizam como republicanos - Vós, saúde e fraternidade, segundo o modelo da república francesa e a proposta pernambucana de 1817. Registre-se, inclusive por curiosidade, que o uso do título de cidadão, ainda era mantido até poucos anos, em meados da década de 80, nos documentos oficiais da Câmara de Municipal de Manaus, aliado ao cargo de Presidente, Vereador ou Prefeito.
A respeito dos feriados nacionais veja-se por exemplo o Decreto 155/B - de 14 de janeiro de 1890 que determina que sejam guardados como feriados os dias 1º de janeiro, 21 de abril, 3 de maio, 15 de maio, 14 de julho, 7 de setembro, 12 de outubro, e 15 de novembro, datas cívicas e históricas e, o dia 2 de novembro que sendo de conotação religiosa, tinha amplo alcance social e importava em comoção pública.
Se no plano nacional os positivistas não foram fortes o suficiente para implantar o que se chamava de "ditadura republicana", Benjamin Constant como procer do movimento não cogitava da hipótese, tal não pode ser descaracterizado nos primeiros anos no Amazonas, que chegou a levar à representação federal constituinte o dr. Belfort Vieira, positivista por todos reconhecido, elegendo-o Deputado.
Assim se deu com Fileto Pires Ferreira, também oficial positivista da Escola Militar, que integrava o conhecido grupo de "discípulos de Benjamin Constant", prestigiadíssimo na Assembleia de 1890, inclusive pelos que o integravam como Lauro Sodré, Serzedelo Corrêa, Lauro Muller, Barbosa Lima, Manoel Valadão, Gabino Bezouro, Felipe Schimidt, Bezerril Fontenelle, A. Azevedo, José Bevilácqua. Coube a Fileto dar continuidade à influência positivista no governo do Amazonas.
Coube assim, a Eduardo Gonçalves Ribeiro, a reafirmação legal e constitucional, especialmente, dos princípios basilares da proposta positivista para o País que surgia com a República, no exercício dos encargos de governante do Amazonas em diversas situações.